# アイリッシュリヴァー
アイリッシュリヴァー（Irish River、1976年4月2日 - 2004年4月25日）はフランスの競走馬、種牡馬。グループ1競走を7勝し、1978年のフランス最優秀2歳馬、1979年のフランス最優秀3歳馬と最優秀マイラーに選ばれた。

## 戦績
1978年6月にデビューし2連勝でむかえたG1競走のロベールパパン賞ではスタート直後にはさまれる不利もあって4着に敗れた。2歳での負けはこの一戦のみで、その後のモルニ賞、サラマンドル賞、グランクリテリウムは全て勝利しフランス最優秀2歳馬に選ばれた。
1979年はフォンテンブロー賞から始動しここを危なげなく制すと続くプール・デッセ・デ・プーランも勝利した。ジョッケクルブ賞を見据えて出走したリュパン賞では距離が長くトップヴィルの3着に敗れてしまう。二冠はあきらめ初の古馬との対戦となるイスパーン賞に出走すると5馬身差で圧勝した。その後フランスのマイルの最高峰ジャック・ル・マロワ賞、ムーラン・ド・ロンシャン賞を連勝し引退した。この活躍によりフランス最優秀3歳馬、最優秀マイラーに選ばれた。

## 競走成績
| 出走日     | 競馬場           | 競走名                       | 格 | 距離    | 着順 | 騎手             | 着差      | 1着（2着）馬     |
| ---------- | ---------------- | ---------------------------- | -- | ------- | ---- | ---------------- | --------- | ---------------- |
| 1978.06.08 | エヴリ           | セントクレスピン賞           |    | 芝1100m | 1着  | -                | -         | -                |
| 1978.06.24 | ロンシャン       | ボア賞                       |    | 芝1000m | 1着  | -                | -         | -                |
| 1978.07.30 | メゾンラフィット | ロベールパパン賞             | G1 | 芝1100m | 4着  | -                | 2 1/4馬身 | Pitasia          |
| 1978.08.20 | ドーヴィル       | モルニ賞                     | G1 | 芝1200m | 1着  | M.フィリッペロン | 1馬身     | (Pitasia)        |
| 1978.09.10 | ロンシャン       | サラマンドル賞               | G1 | 芝1400m | 1着  | M.フィリッペロン | 1馬身     | (Boitron)        |
| 1978.05.02 | ロンシャン       | グランクリテリウム           | G1 | 芝1600m | 1着  | M.フィリッペロン | 2 1/2馬身 | (Inshallah)      |
| 1979.04.01 | ロンシャン       | フォンテンブロー賞           | G3 | 芝1600m | 1着  | M.フィリッペロン | 2 1/2馬身 | (Nadjar)         |
| 1979.04.22 | ロンシャン       | プール・デッセ・デ・プーラン | G1 | 芝1600m | 1着  | M.フィリッペロン | 1 1/2馬身 | (Sharpman)       |
| 1979.05.13 | ロンシャン       | リュパン賞                   | G1 | 芝2100m | 3着  | M.フィリッペロン | 1 3/4馬身 | Top Ville        |
| 1979.06.24 | ロンシャン       | イスパーン賞                 | G1 | 芝1850m | 1着  | M.フィリッペロン | 5馬身     | (Strong Gale)    |
| 1979.08.12 | ドーヴィル       | ジャック・ル・マロワ賞       | G1 | 芝1600m | 1着  | M.フィリッペロン | クビ      | (Bellypha)       |
| 1979.09.30 | ロンシャン       | ムーラン・ド・ロンシャン賞   | G1 | 芝1600m | 1着  | M.フィリッペロン | 1/2馬身   | (Lyphard's Wish) |

## 引退後
父リヴァーマンも繋養されているゲインズウェイファームで種牡馬入りした。アイリッシュリヴァーは種牡馬としても成功し、87頭のステークスウィナーを輩出した。パラダイスクリークが日本で繋養され、カネツフルーヴやテイエムプリキュアを出すなど中央競馬でも結果を残している。
2001年に種牡馬を引退し同牧場で功労馬としてすごしていたが、2004年4月25日に28歳で死亡した。

### 代表産駒
- Paradise Creek/パラダイスクリーク（1989年生、アーリントンミリオンステークスなどG1競走4勝）
- Hatoof/ハトゥーフ（1989年生、1000ギニーなどG1競走3勝）
- Brief Truce/ブリーフトゥルース（1989年生、セントジェームスパレスステークス）
- Exit to Nowhere/イグジットトゥノーウェア（1988年生、ジャック・ル・マロワ賞）
- Seven Springs/セブンスプリングス（1982年生、モルニ賞）

### ブルードメアサイアーとしての産駒
- Arcangues/アルカング（1988年生、ブリーダーズカップ・クラシック）
- Saffron Walden/サフロンウォーデン（1996年生、アイリッシュ2000ギニー）
- フェリシア（2002年生、フェアリーステークス）

## 血統表
| アイリッシュリヴァー (Irish River)の血統（リヴァーマン系 / Djebel 4×5=9.38%、Sir Gallahad 5×5=6.25%） | アイリッシュリヴァー (Irish River)の血統（リヴァーマン系 / Djebel 4×5=9.38%、Sir Gallahad 5×5=6.25%） | アイリッシュリヴァー (Irish River)の血統（リヴァーマン系 / Djebel 4×5=9.38%、Sir Gallahad 5×5=6.25%） | （血統表の出典）       | （血統表の出典） |
| 父 Riverman 1969 鹿毛                                                                                 | 父の父Never Bend 1960 黒鹿毛                                                                          | Nasrullah                                                                                             | Nearco                 | Nearco           |
| 父 Riverman 1969 鹿毛                                                                                 | 父の父Never Bend 1960 黒鹿毛                                                                          | Nasrullah                                                                                             | Mumtaz Begum           |                  |
| 父 Riverman 1969 鹿毛                                                                                 | 父の父Never Bend 1960 黒鹿毛                                                                          | Lalun                                                                                                 | Djeddah                | Djeddah          |
| 父 Riverman 1969 鹿毛                                                                                 | 父の父Never Bend 1960 黒鹿毛                                                                          | Lalun                                                                                                 | Be Faithful            |                  |
| 父 Riverman 1969 鹿毛                                                                                 | 父の母River Lady 1963 鹿毛                                                                            | Prince John                                                                                           | Princequillo           | Princequillo     |
| 父 Riverman 1969 鹿毛                                                                                 | 父の母River Lady 1963 鹿毛                                                                            | Prince John                                                                                           | Not Afraid             |                  |
| 父 Riverman 1969 鹿毛                                                                                 | 父の母River Lady 1963 鹿毛                                                                            | Nile Lily                                                                                             | Roman                  | Roman            |
| 父 Riverman 1969 鹿毛                                                                                 | 父の母River Lady 1963 鹿毛                                                                            | Nile Lily                                                                                             | Azalea                 |                  |
| 母 Irish Star 1960 鹿毛                                                                               | 母の父Klairon 1952 鹿毛                                                                               | Clarion                                                                                               | Djebel                 | Djebel           |
| 母 Irish Star 1960 鹿毛                                                                               | 母の父Klairon 1952 鹿毛                                                                               | Clarion                                                                                               | Clumba                 |                  |
| 母 Irish Star 1960 鹿毛                                                                               | 母の父Klairon 1952 鹿毛                                                                               | Kalmia                                                                                                | Kantar                 | Kantar           |
| 母 Irish Star 1960 鹿毛                                                                               | 母の父Klairon 1952 鹿毛                                                                               | Kalmia                                                                                                | Sweet Lavender         |                  |
| 母 Irish Star 1960 鹿毛                                                                               | 母の母Botany Bay 1954 鹿毛                                                                            | East Side                                                                                             | Orwell                 | Orwell           |
| 母 Irish Star 1960 鹿毛                                                                               | 母の母Botany Bay 1954 鹿毛                                                                            | East Side                                                                                             | Vlasta                 |                  |
| 母 Irish Star 1960 鹿毛                                                                               | 母の母Botany Bay 1954 鹿毛                                                                            | Black Brook                                                                                           | Black Devil            | Black Devil      |
| 母 Irish Star 1960 鹿毛                                                                               | 母の母Botany Bay 1954 鹿毛                                                                            | Black Brook                                                                                           | Source Sucree F-No.1-w |                  |